# Porcellio djebeli
Porcellio djebeli är en kräftdjursart som beskrevs av Paulian de Felice1941. Porcellio djebeli ingår i släktet Porcellio och familjen Porcellionidae. Inga underarter finns listade i Catalogue of Life.